# بيل ويلكينسون (لاعب كرة قاعدة)
بيل ويلكينسون (بالإنجليزية: Bill Wilkinson)‏ هو لاعب كرة قاعدة أمريكي، ولد في 10 أغسطس 1964 في غريبول في الولايات المتحدة.

## وصلات خارجية
- بيل ويلكنسون على موقعبيزبول رفرنس.كوم (الدوري الرئيسي) (الإنجليزية)
- بيل ويلكنسون على موقعبيزبول رفرنس.كوم (الدوري الثانوي) (الإنجليزية)